# Viking Cinderella
Il Viking Cinderella è un traghetto appartenente alla compagnia di navigazione Viking Line.

## Servizio
Varato il 15 aprile 1989 nel cantiere navale Wärtsilä di Turku con il nome di Cinderella e consegnato il 7 novembre successivo alla Viking Line, prende servizio il giorno successivo nei collegamenti tra Stoccolma, Helsinki e Tallinn.
Dal 23 aprile 1993 lo scalo a Tallinn viene soppresso.
Il 12 aprile 1995 partecipa alle ricerche di un passeggero caduto in mare dal Silja Festival.
Dal 29 maggio al 23 agosto 1995 opera nei collegamenti tra Stoccolma, Mariehamn e Turku. Dal giorno successivo opera nei collegamenti tra Helsinki, Tallinn e Muuga.
Dal 17 giugno al 18 agosto 1996 agosto torna ad operare nei collegamenti tra Stoccolma, Mariehamn e Turku.
Il 1º gennaio del 2000, 70 coppie si sposano a bordo del traghetto. Per l'occasione, la discoteca di bordo viene trasformata in una cappella.
Nell'agosto del 2000 viene sottoposto ad intensi lavori di ristrutturazione. Successivamente, il 22 settembre prende servizio nei collegamenti tra Helsinki e Tallinn.

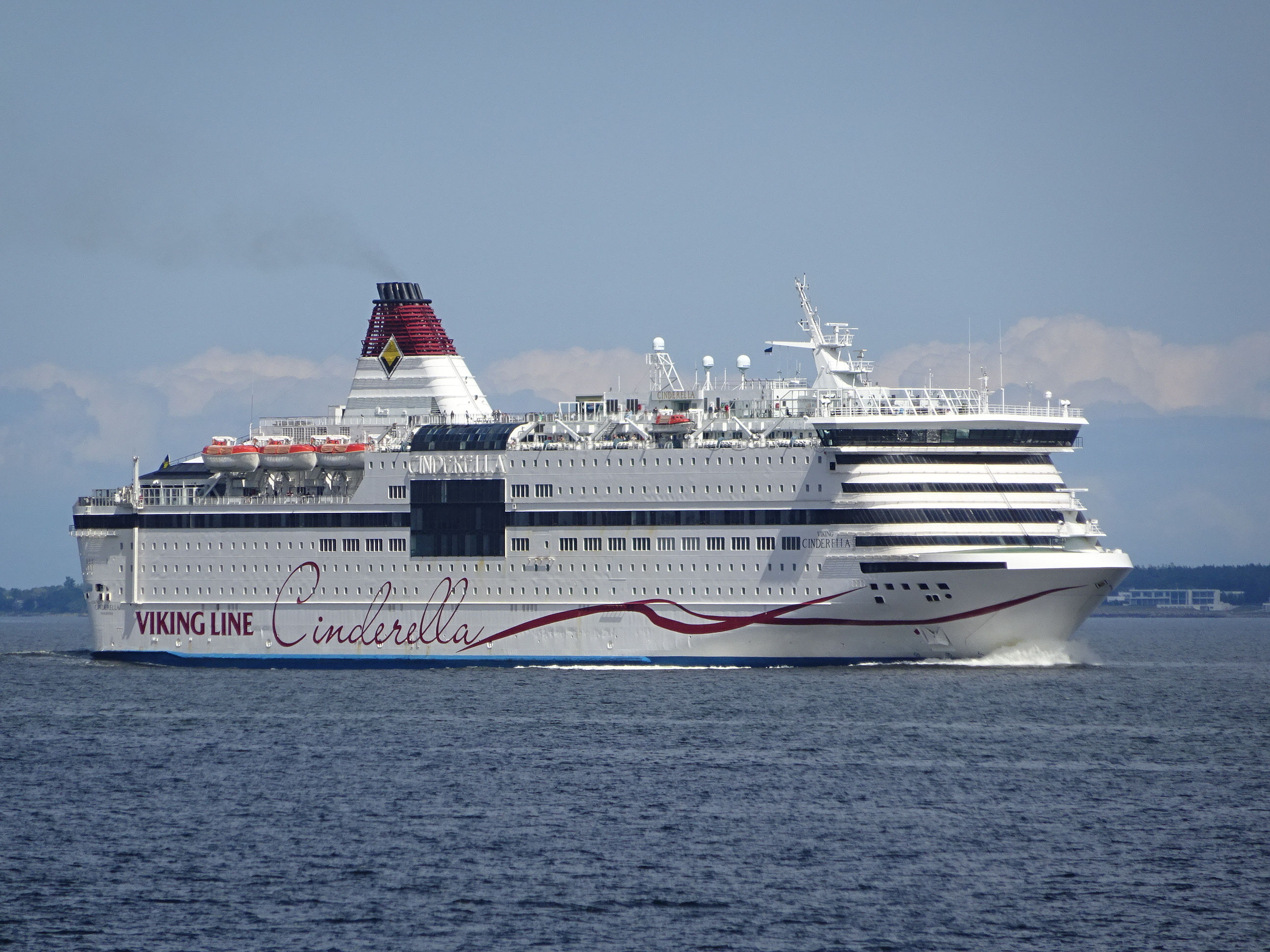
Il Viking Cinderella in arrivo a Tallinn nel 2023.

Il 15 novembre 2001 entra in collisione con la banchina durante le manovre di ormeggio a causa delle condizioni meteo avverse.
L'8 marzo 2002, durante la navigazione verso Helsinki, scoppia un incendio nella discoteca del traghetto, prontamente domato dall'equipaggio. Nonostante i danni limitati, il Cinderella fa comunque ritorno nello scalo finlandese.
Da giugno ad agosto 2003 opera saltuariamente anche nei collegamenti tra Helsinki e Riga.
Il 17 agosto 2003 termina il servizio sulla Helsinki-Tallin e viene trasferito nel cantiere navale di Naantali, dove viene sottoposto ad intensi lavori di ristrutturazione, durante i quali viene ribattezzato Viking Cinderella. Il 4 settembre torna in servizio nei collegamenti tra Stoccolma e Mariehamn.
Nelle estati dal 2004 al 2012 opera saltuariamente anche nei collegamenti tra Stoccolma, Riga e Mariehamn, che alterna al normale servizio e all'impiego in alcune minicrociere nel Mar del Nord.
Dal 30 maggio all'8 giugno 2013 opera nei collegamenti tra Stoccolma, Mariehamn, Långnäs e Turku.
Nell'estate del 2013 torna in servizio nei collegamenti tra Stoccolma, Riga, Visbye Mariehamn.
Dal 14 al 28 dicembre 2013 e dal 4 al 6 gennaio 2014 torna ad operare nei collegamenti tra Helsinki e Tallinn. Successivamente, viene trasferito in cantiere a Landskrona. Il 25 gennaio torna in servizio sulla Stoccolma-Mariehamn.
Dal 28 giugno al 4 luglio 2014 viene noleggiato alla Almedalsbåten ed impiegato come hotel galleggiante a Visby.
Nel mese di giugno 2016 e 2018 viene noleggiato alla polizia danese.

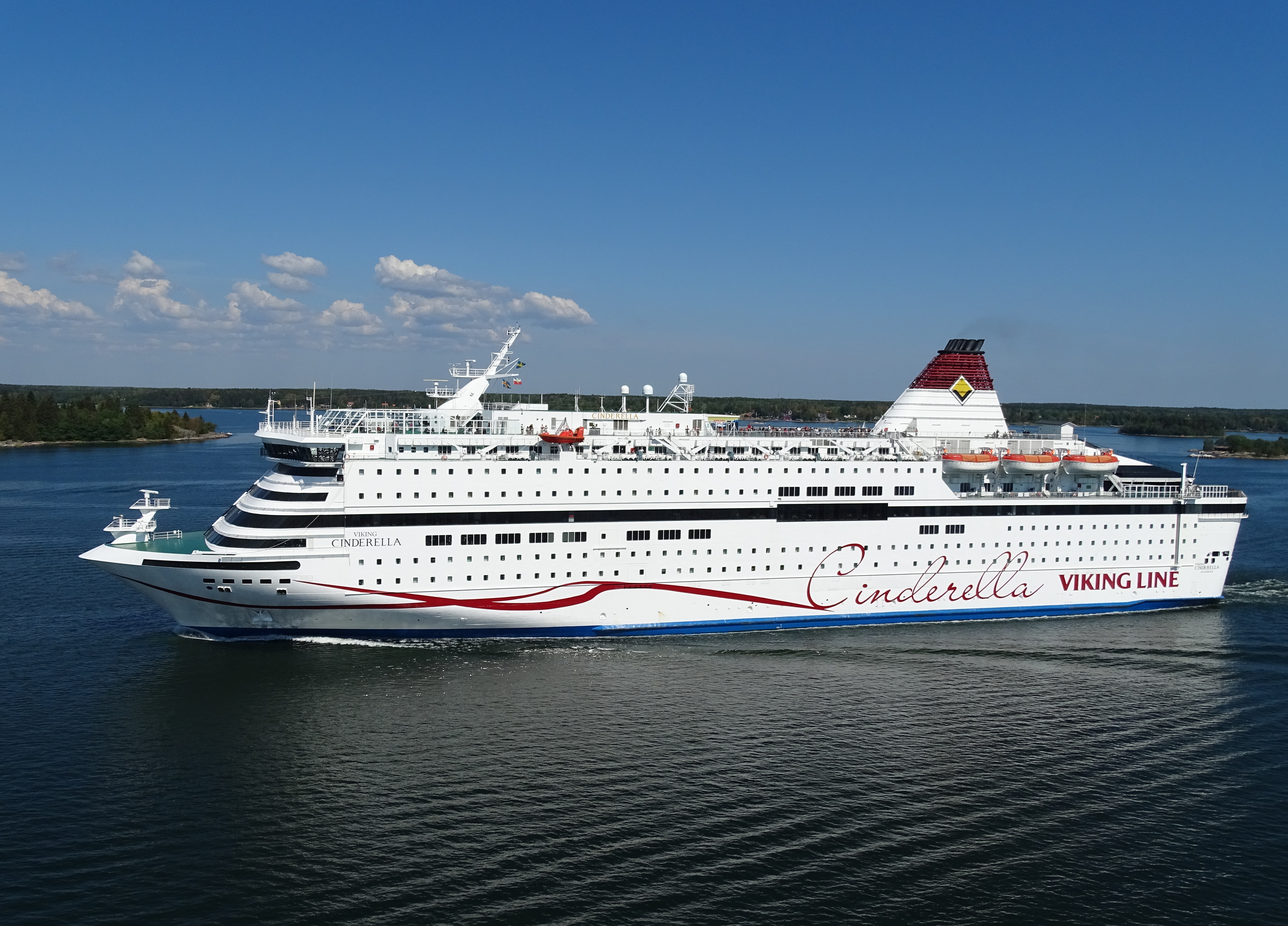
Il Viking Cinderella in navigazione nel 2018.

Il 16 marzo 2020 viene disarmato a Stoccolma a causa della chiusura delle frontiere a causa della pandemia di COVID-19.
Dal 2 luglio al 16 novembre 2020 opera nei collegamenti tra Stoccolma, Mariehamn, e, saltuariamente, Visby. Il 24 novembre torna di nuovo in disarmo a Södertälje.
Dal 20 al 24 aprile 2021 opera come traghetto merci nei collegamenti tra Turku e Stoccolma.
Dal 3 giugno al 7 settembre 2021 opera nei collegamenti tra Stoccolma, Mariehamn e Visby, in quelli tra Stoccolma, Ystad, Visby e Mariehamn ed in quelli tra Stoccolma, Härnösand e Mariehamn. Dal giorno successivo torna in servizio solo sulla Stoccolma-Mariehamn.
Dal 17 gennaio al 24 febbraio 2022 opera nei collegamenti tra Stoccolma, Mariehamn ed Helsinki.
Dal 16 gennaio al 12 febbraio 2023 opera nei collegamenti tra Stoccolma, Mariehamn, Långnäs e Turku. Dal giorno successivo torna in servizio sulla Stoccolma-Mariehamn.
Dal 14 marzo al 15 aprile 2023 opera nei collegamenti tra Stoccolma, Mariehamn e Kappelskär.
L'8 aprile 2023 scoppia un piccolo incendio nella stazione di raccolta rifiuti del traghetto, prontamente domato dall'equipaggio.
Dal 30 giugno al 7 agosto 2023 opera nei collegamenti tra Mariehamn, Helsinki e Tallinn. Il giorno successivo torna in servizio sulla Mariehamn-Stoccolma.
L'8 marzo 2024 prende servizio nei collegamenti tra Stoccolma, Mariehamn ed Helsinki.

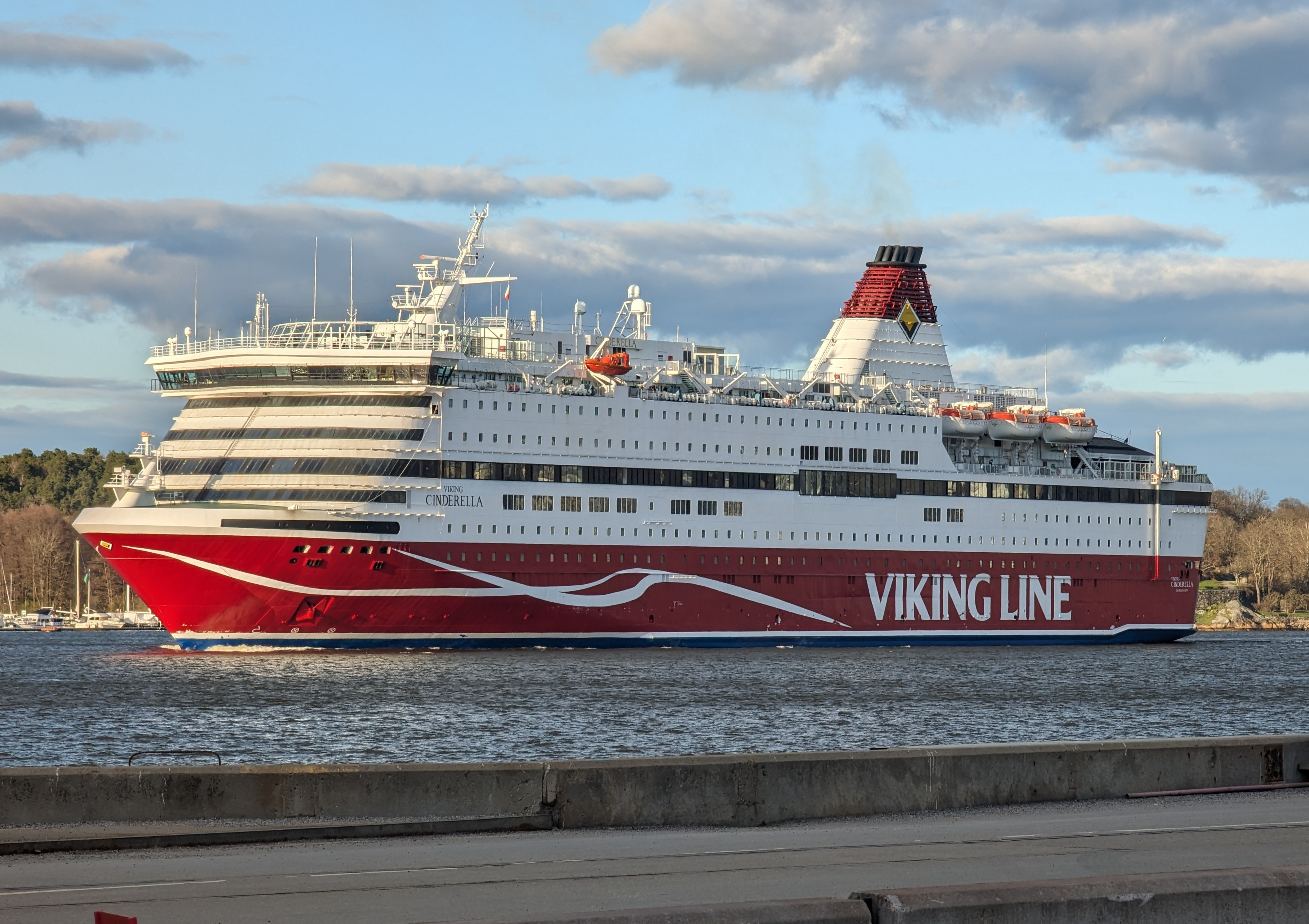
Il Viking Cinderella in partenza da Stoccolma nel 2024.

Dall'11 al 16 aprile 2024 opera nei collegamenti tra Stoccolma, Mariehamn, Långnäs e Turku.
Dal 19 giugno all'11 agosto 2024 opera nei collegamenti tra Stoccolma, Mariehamn, Helsinki e Tallinn.
Dal 16 al 19 gennaio 2025 opera sulla Stoccolma-Mariehamn durante lo svolgimento di una fiera del whisky tenutasi a bordo.
Dal 21 gennaio al 6 febbraio 2025 opera nei collegamenti tra Helsinki e Tallinn. Successivamente torna in servizio sulla Stoccolma-Mariehamn-Helsinki, dove opera tutt'oggi.

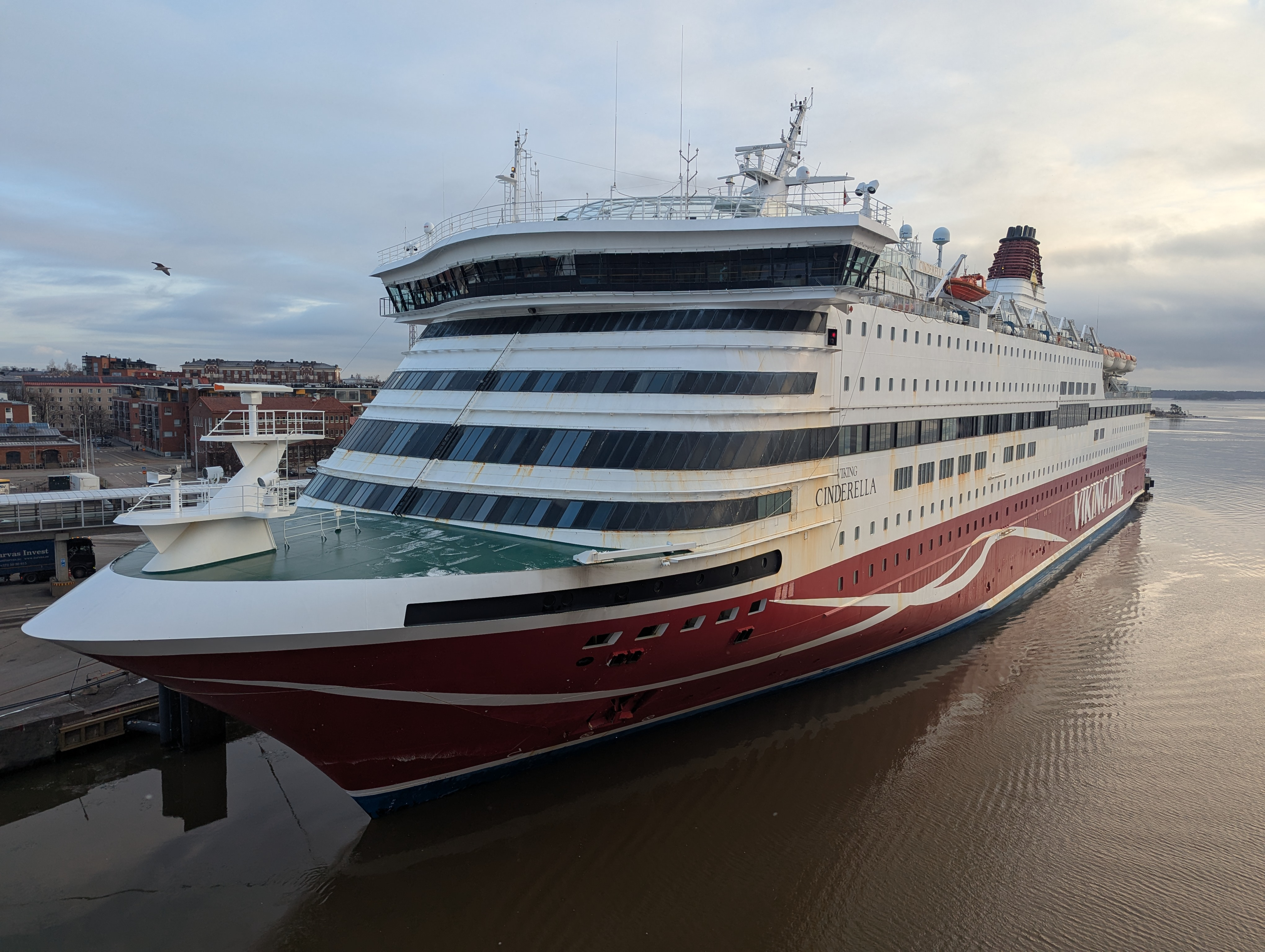
Il Viking Cinderella ormeggiato a Helsinki nel 2025.